# Hemofilová rýma drůbeže
Hemofilová rýma drůbeže je akutní nakažlivé bakteriální onemocnění horních cest dýchacích kura domácího, způsobované bakterií Haemophilus paragallinarum, které v důsledku komplikujících faktorů často přechází v onemocnění chronické. V postižených hejnech způsobuje ekonomické ztráty ojedinělým úhynem, zhoršenou rentabilitou chovu a poklesem snášky.

## Historie a výskyt
Infekční rýma drůbeže je známa již od počátku 30. let minulého století. Klasifikace příčinného agens byla nejasná po mnoho roků, protože nemoc byla často maskována smíšenými bakteriálními infekcemi a také komplikována neštovicemi. Původce izoloval v roce 1932 De Blieck a nazval jej Bacillus hemoglobinophilus coryzae gallinarum. Onemocnění se vyskytuje na celém světě a způsobuje ekonomické ztráty v důsledku zvýšené brakace zvířat a redukce snášky (o 10-40 %); problémem bývá zejména na farmách s chovem drůbeže různého věku.

## Příčiny nemoci (etiologie)

### Klasifikace
Na základě studií uskutečněných v 30. letech bylo příčinné agens rýmy klasifikováno jako Haemophilus gallinarum na základě jeho požadavků na přítomnost heminu (X-faktor) a nikotinamidadenindinukleotidu – NAD (V-faktor) v růstových médiích. Počínaje rokem 1962 se začaly objevovat práce prokazující, že novější izoláty H. gallinarum vyžadují ke svému růstu pouze V-faktor, což vedlo k návrhu a později k akceptování nového druhu H. paragallinarum pro hemofily izolované z případů infekční rýmy u drůbeže. Pokud jde o další růstové vlastnosti i schopnost vyvolávat nemoc, jsou oba druhy identické.

### Morfologie a kultivace
H. paragallinarum je G-, nepohyblivá, opouzdřená kokobakterie až tyčinka velikosti 1-3 x 0,4-0,8 µm. Mohou se vyskytovat i vláknité nebo pleomorfní formy. Spory netvoří. V zorném poli se vyskytuje jednotlivě, v párech nebo jako krátké řetízky. Po déle trvající kultivaci dochází k morfologické degeneraci. Na obyčejném krevním agaru roste H. paragallinarum pouze v sousedství stafylokoků (tzv. satelitní růst) v podobě malých (0,3 mm v průměru) kolonií připomínajících kapky rosy, bez hemolýzy.

### Biochemické a antigenní vlastnosti
Všechny ptačí hemofily redukují nitráty a zkvašují glukózu bez tvorby plynu. Neprodukují indol a nehydrolyzují ureu ani želatinu. Aktivita oxidázy může být variabilní.
Na základě aglutinace byly izoláty H. paragallinarum rozděleny do tří serovarů - A, B a C (Page, 1962). Kume et al. (1983) navrhli alternativní sérologickou klasifikaci založenou na hemaglutinačně inhibičním testu s použitím buněk opracovaných thiokyanátem draselným, králičího hyperimunního séra a kuřecích erytrocytů fixovaných glutaraldehydem. Pageho sérovary byly v tomto systému povýšeny na séroskupiny. V současné době se rozlišují tři séroskupiny – A, B a C, zahrnující celkově 9 sérovarů (A-1 až A-4, B-1, C-1 až C-4).
Klasifikace kmenů H. paragallinarum se tradičně dělá aglutinací. Typizace podle fermentace cukrů a antimikrobiální rezistence se neosvědčila.

### Odolnost v prostředí
H. paragallinarum je poměrně citlivý organismus, který je mimo tělo hostitele rychle inaktivován. V prostředí haly při 18-24 °C přežívá maximálně 48 hodin.

### Patogenita
Jednotlivé izoláty H. paragallinarum se mohou lišit virulencí; byla popsána řada faktorů souvisejících s patogenitou. Jako nejvýznamnější se zdají být polysacharidové antigeny pouzdra a hemaglutinační antigeny. Zmiňovány jsou také cytotoxické faktory, neuraminidáza a endotoxin.

## Vznik a šíření nemoci (epizootologie)
Hemofilová rýma se objevuje nejčastěji na farmách, kde se chová drůbež různých věkových kategorií, s nedostatečnou zoohygienou a technologií chovu a relativně častěji na podzim a v zimě.

### Hostitel
Přirozeným hostitelem H. paragallinarum je kur domácí. Je vnímavý bez ohledu na věk, ale u dospělých ptáků obvykle probíhá nemoc vážněji, s kratší inkubační dobou a delší dobou trvání. K experimentální infekci H. paragallinarum jsou refrakterní (nereagující) krůty, holubi, vrabci, kachny, vrány, králíci, morčata a myši.

### Přenos, nosiči a vektory
Za hlavní rezervoár infekce jsou považováni chroničtí bacilonosiči, ať již jde o subklinicky infikované ptáky nebo rekonvalescenty. Přenos se převážně děje přímým horizontálním kontaktem vnímavých zvířat s infikovanými (kapénkovou infekcí), nosními sekrety kontaminovaným krmivem, vodou či jinými předměty či pomůckami. Pro vyvolání infekce stačí i malé množství bakterií. Infekce není transovariálně přenosná.

### Patogeneze
Po infekci H. paragallinarum dochází k adherenci bakterií na řasinkový epitel sliznice horního respiračního traktu. Při kolonizaci sliznice se uplatňují pouzdro a hemaglutinační antigen. Toxické látky uvolňované během proliferace bakterií způsobují změny na sliznici a následně klinické příznaky. H. paragallinarum nepatří mezi invazivní bakterie, má výrazný tropismus pro řasinkové buňky a do dolních respiračních cest (plíce, vzdušné vaky) migruje pouze v interakci s jinými infekčními agens anebo v případě imunosuprese hostitele. Do stavu chronického onemocnění přechází rýma zpravidla působením konkurentních infekcí.

## Projevy nemoci (symptomatologie)
Pro hemofilovou rýmu je charakteristické rychlé šíření nemoci v hejnu (inkubační doba je 1-3 dny), vysoká morbidita a nízká mortalita. Častější je onemocnění dospívající a pohlavně dospělé drůbeže. Průběh nemoci je ovlivňován virulencí původce, věkem, plemenem, podmínkami chovu a konkurentními (současně probíhajícími) infekcemi. Nedostatky v ustájení, výživě, parazitární, bakteriální (mykoplasmata, pasteurely) i virové infekce (infekční bronchitida, infekční laryngotracheitida, neštovice) zhoršují průběh nemoci a prodlužují dobu jejího trvání.

### Klinika
Po zavlečení H. paragallinarum do chovu se infekce může rozšířit na celé hejno během 7-10 dní. Jestliže nedojde ke komplikacím, trvá mírná forma nemoci asi 10 dní a vážnější přibližně 2-3 týdny. Trvání nemoci kolísá podle množství inokula a virulence bakterie. Prolongovaný průběh nemoci bývá zpravidla způsobem konkurentní infekcí mykoplasmaty nebo jiným patogenem.
Nejvýraznějším příznakem je postižení horních cest dýchacích, projevující se serózním, hlenovitým až fibrinózním výtokem z nosu a otokem tváře, připomínajícím syndrom otoku hlavy a konjunktivitidu. Mohou být zduřelé lalůčky, zejména u samců, a průjem. U ptáků s postižením dolního respiračního traktu mohou být výrazné dýchací potíže a šelesty. Příjem krmiva i vody je snížen, zvyšuje se množství brakovaných zvířat a u nosnic dochází k poklesu snášky (o 10-40 %). V halách s chronicky postiženými zvířaty nebo při komplikujících bakteriálních infekcích je pozorována vyšší vlhkost a je cítit nepříjemný zápach. U výkrmových kuřat byla také popsána artritida, u nosnic septikémie.

### Patologie
Pitevní nález při rýmě je charakterizován akutním katarálním zánětem sliznic nosu a sinusů, katarální konjunktivitidou a podkožním edémem obličeje a lalůčků. Při chronickém komplikovaném průběhu (bakterie, virusy, Candida spp.) se může nacházet až fibrinopurulentní rhinita, tracheitida (zánět průdušnice), bronchopneumonie (zánět plic a průdušek) a aerosakulitida (zánět vzdušných vaků).

## Diagnostika
Předběžnou diagnózu lze stanovit na základě rychle se šířícího respiračního onemocnění v hejnu kura domácího, kdy jsou postiženy zejména horní cesty dýchací. Potvrzení diagnózy ale vyžaduje izolaci a identifikaci příčinného agens. H. paragallinarum je kataláza negativní bakterie, vykazující satelitní růst.
Diferenciální diagnostika. Infekce H. paragallinarum je nutno odlišit od jiných respiračních onemocnění, jako jsou mykoplasmóza, chronická choroba dýchadel, syndrom oteklé hlavy, chronická forma cholery, neštovice a hypovitaminóza A. Onemocnění je často komplikováno sekundární mikrobiální flórou, což se projevuje vyšší mortalitou a déle trvajícím průběhem.

## Terapie a prevence
Průběh hemofilové rýmy lze příznivě ovlivnit sulfonamidy, širokospektrálními antibiotiky a deriváty nitrofuranu. Většina z nich ale nepůsobí baktericidně, takže nebezpečí bacilonosičství u rekonvalescentů zůstává.
Preventivn opatření vycházejí z poznatku, že hlavním zdrojem infekce jsou rekonvalescenti nebo subklinicky infikovaní jedinci a že infekce se přenáší horizontálně kontaktem. Ochrana chovů proto spočívá v zabránění zavlečení infekce do hejna, omezení styku různých věkových skupin, pečlivě prováděné asanaci hal před naskladněním a kvalitní výživě. Eradikace infekce je možná pouze depopulací hejna.